# Mouette de Franklin
Leucophaeus pipixcan
Espèce
Statut de conservation UICN

 LC  : Préoccupation mineure
Synonymes
- Larus pipixcan

La Mouette de Franklin (Leucophaeus pipixcan) est une espèce d'oiseaux appartenant à la famille des Laridae.
Son nom est attribué à John Franklin (1786-1847).

## Répartition
Cet oiseau natif des prairies du Midwest nord-américain, migre en hiver jusqu'à la côte ouest d'Amérique du Sud (Pérou et Chili).

aire de nidification
voie migratoire
aire d'hivernage

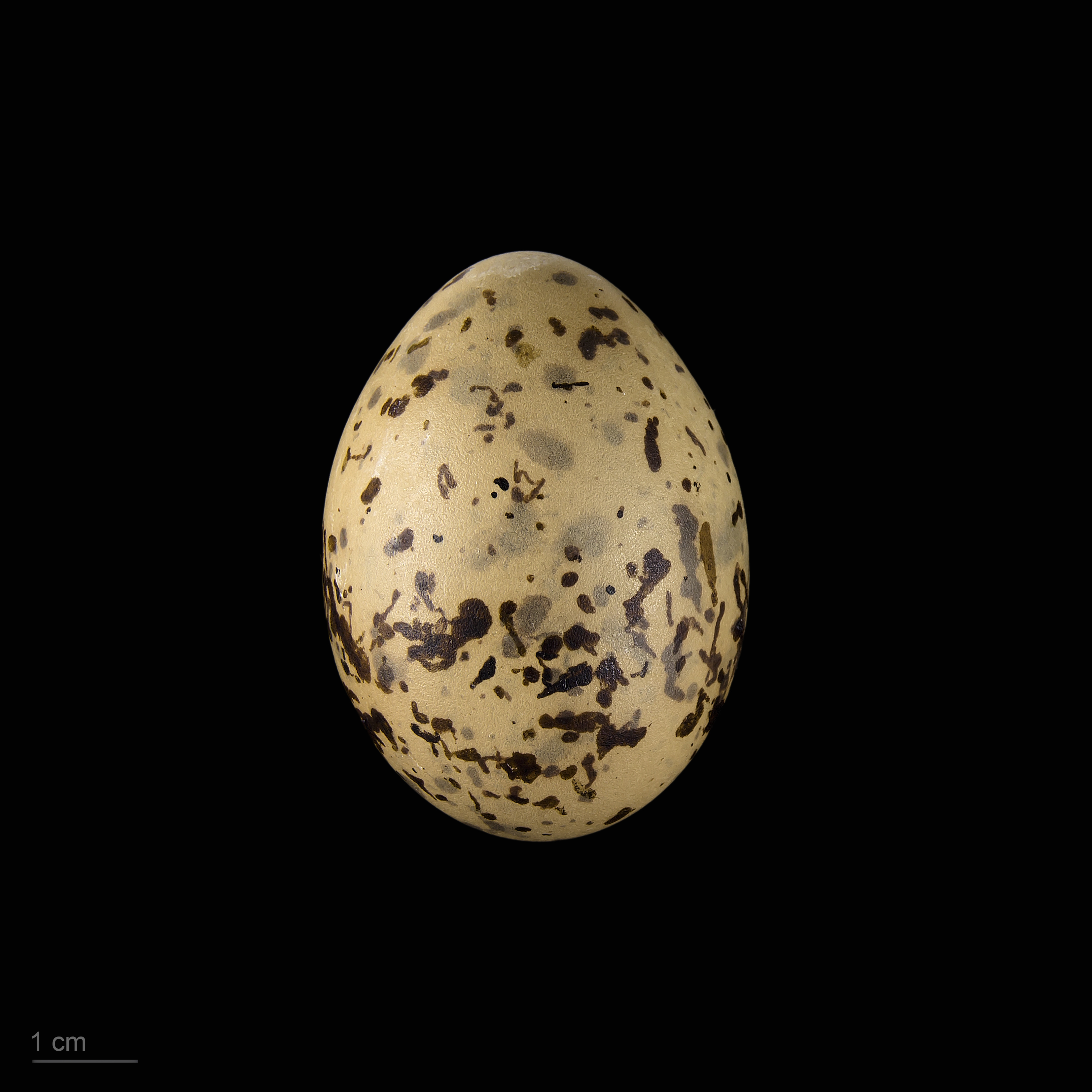
Œufs de Leucophaeus pipixcan - Muséum de Toulouse

Elle est parfois observée en hiver, en Europe occidentale (onze observations en France, de 1978 à 1997, dans le Nord, le Pas-de-Calais, la Somme, la Manche, le Finistère, le Morbihan, le Maine-et-Loire, la Charente-Maritime, les Landes et le Rhône) et jusqu'en Palestine.